# Антропологія (щорічник)
«Антропологія» — щорічник Кабінету антропології імені Ф. Вовка при ВУАН.
Провідну роль в його діяльності відіграли учні Федора Вовка (зокрема, редактор часопис  Анатолій Носов). Вони утворили київську антропологічну школу, що працювала переважно в галузі етнічної антропології, збираючи й аналізуючи матеріали з різних регіонів України й суміжних областей (Кубані, Криму та ін.).
За короткий період існування (1927–30) вийшли друком I—IV випуски. На початку 1930-х років «Антропологія» та наукові заклади, що займалися антропологічними питаннями, були ліквідовані.

## Вміст
У часописі друкувалися статті з палеоантропології, гематології, морфології і фізичного розвитку різних груп населення, розвідки про діяльність антропологічних установ України.
Крім матеріалів з антропології, в «Антропології» опубліковано статті про дослідження археологічних пам'яток епохи первісногромадського ладу, а також статті про наслідки вивчення палеоліту та неоліту в Україні за перше десятиріччя Радянської влади.